# Dolina Demianowska

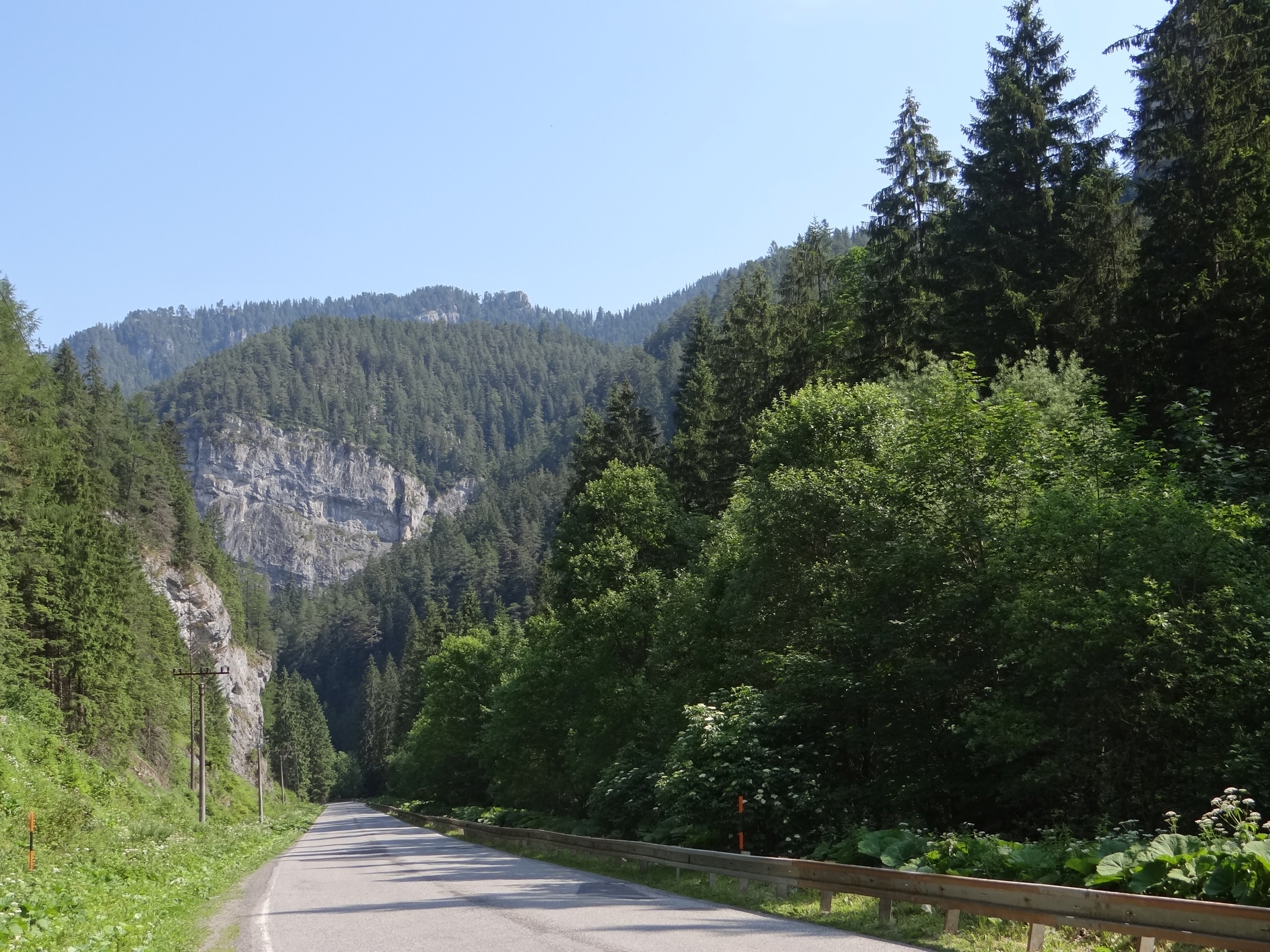
Dolna część Doliny Demianowskiej

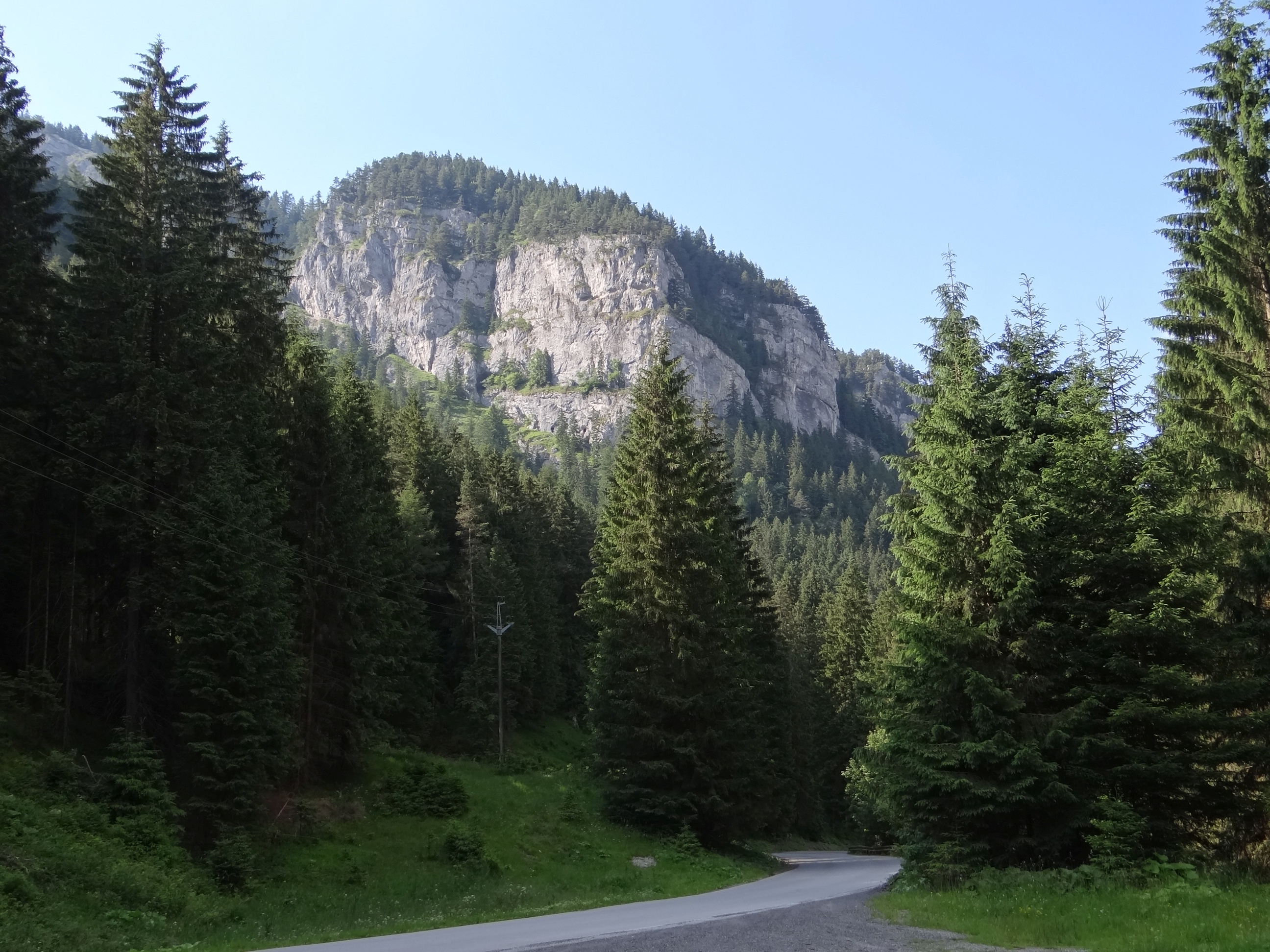
Wapienne turnie w obramowaniu dolnej części doliny

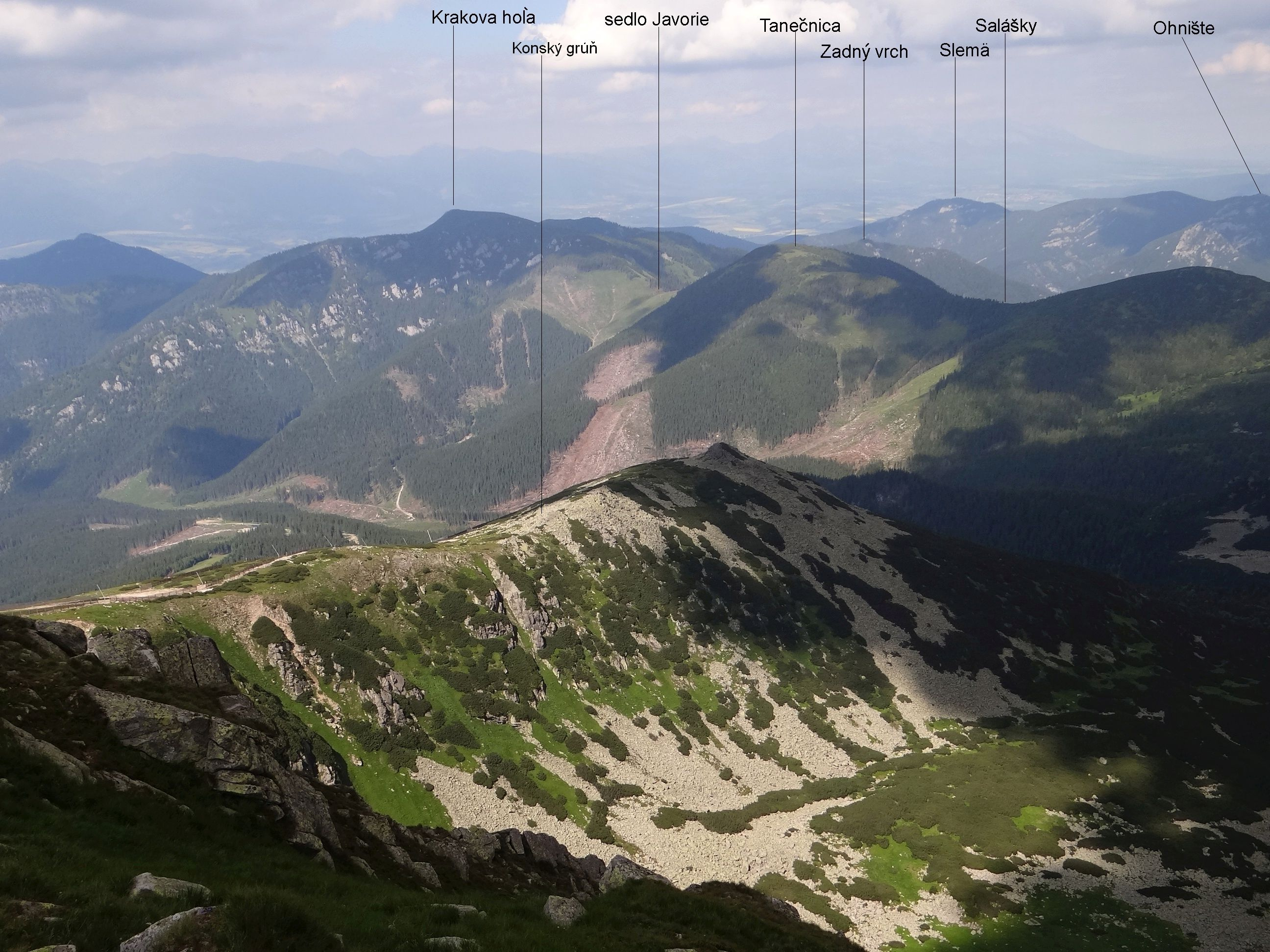
Dolina Szeroka – górna odnoga Doliny Demianowskiej

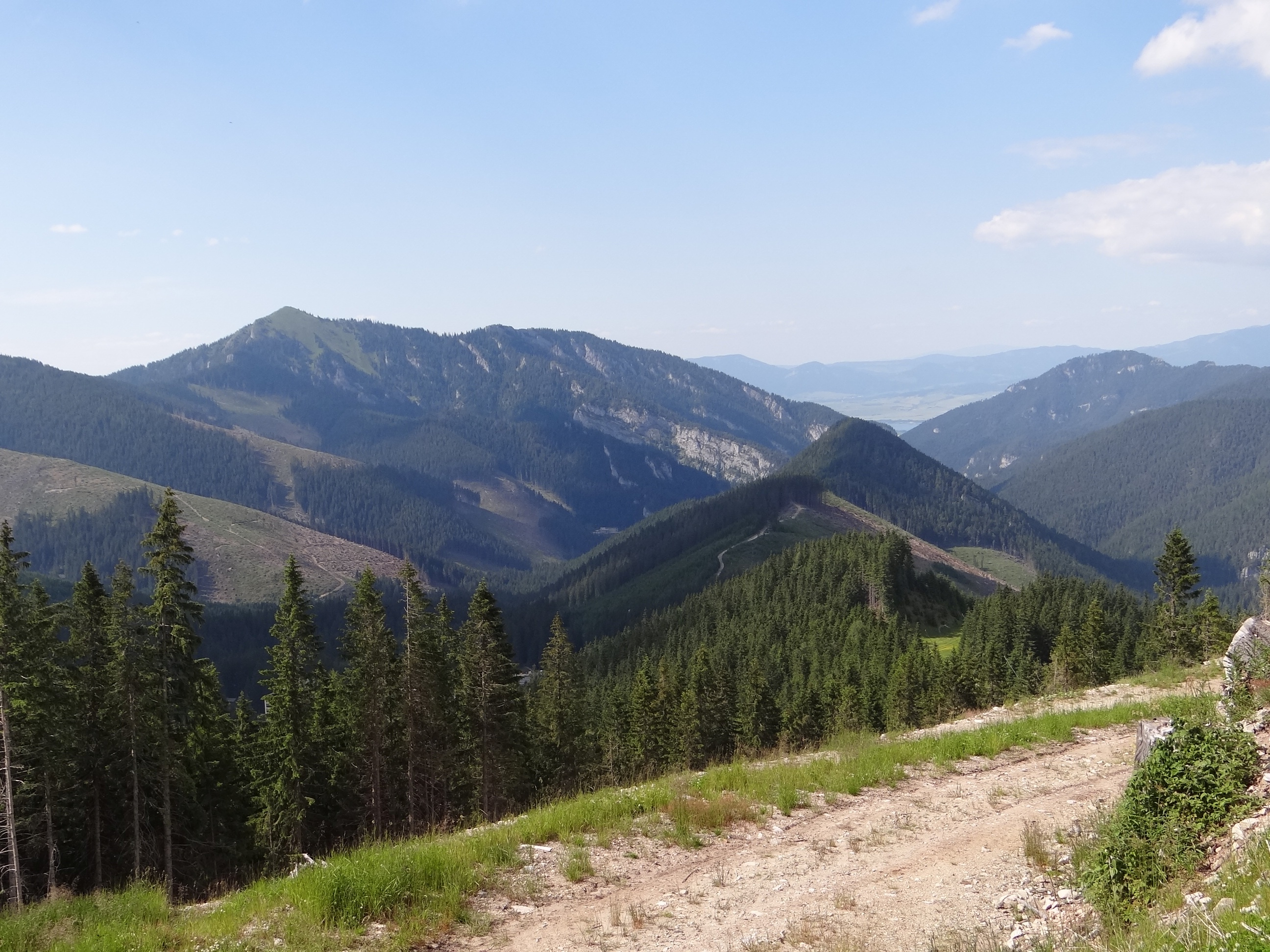
Widok z głównego grzbietu Tatr Niżnych

Dolina Demianowska (słow. Demänovská dolina) – walna dolina w Niżnych Tatrach na Słowacji. Najbardziej znana dolina w tej grupie górskiej: znajdują się tu słynne Jaskinie Demianowskie (Wolności i Lodowa) oraz największy ośrodek narciarski na Słowacji – Jasná u podnóża Chopoka.

## Topografia
Dolina Demianowska leży w zachodniej (tzw. dziumbierskiej) części Niżnych Tatr, po północnej stronie ich głównego grzbietu. Ma ok. 15 km długości i ok. 47 km² powierzchni. Jej wylot znajduje się na wysokości ok. 700 m n.p.m. w rejonie wsi Pavčina Lehota, ok. 7 km na południowy zachód od Liptowskiego Mikułasza. Dolina leży w całości w granicach powiatu Liptowski Mikułasz. Od południa jej zamknięcie stanowi odcinek wspomnianego grzbietu głównego od Krúpovej Hali (1922 m) na wschodzie przez Chopok (2024 m) po szczyt Poľana (1890 m) na zachodzie. Od wschodu ogranicza ją grzbiet biegnący od Krúpovej Hali na północ przez przełęcz Javorie (słow. sedlo Javorie, 1487 m), Krakową Halę (1752 m), Pusté (1501 m) i Iľanovské sedlo (1253 m) po szczyt Demänovská hora (1304 m). Natomiast od wschodu – grzbiet biegnący od Poľany przez Bôr (1888 m) i Siną (1560 m) po niewybitne wzniesienie Pálenicy (1021 m).
W górnej części dolina rozdziela się na dwie gałęzie, zachodnią i wschodnią, rozdzielone grzbietem zbiegającym w kierunku północnym z Chopoka przez Lukovą (ok. 1670 m), przełęcz Biela Púť (1118 m) i Ostredok (1167 m). Gałąź zachodnią stanowi dolina potoku Zadná voda, w której znajduje się największe jeziorko Niżnych Tatr – Vrbické pleso. Gałąź wschodnia natomiast, o ok. 40% większa powierzchniowo od zachodniej, to Široká dolina, którą płynie źródłowy tok Demianówki (Demänovka).

## Geologia i geomorfologia
Pod względem geologicznym Dolina Demianowska składa się z szerokiej na ok. 6,5 km części górnej, granitowej, której powierzchnia wynosi ok. 31 km² oraz wąskiej części dolnej, o powierzchni 16,5 km². Ta druga część budowana jest skałami krasowiejącymi, po połowie wapieniami i dolomitami. Charakteryzuje ją obecność licznych formacji skalnych: wysokich ścian, wąwozów, turni i mniejszych wież. Obfituje również w zjawiska krasowe, w tym zwłaszcza te zaliczane do endokrasu, jak jaskinie, ponory i wywierzyska oraz podziemne cieki wodne. W całej dolinie zinwentaryzowano ok. 300 jaskiń krasowych i schronisk jaskiniowych dłuższych niż 2 m. Ich łączna długość wynosi ok. 70 km. Wśród nich należy wyróżnić system Jaskiń Demianowskich, które w ciągu minionych 2,5 mln lat wytworzył podziemny ciek potoku Demianówka. Jego długość w 2017 r. wynosiła 41,3 km. Charakteryzuje się on obfitą szatą naciekową, a w części zwanej Demianowską Jaskinią Lodową są liczne utwory lodowe.

## Historia
Dolina Demianowska pojawia się w historii zapewne w XIII w., kiedy to zaczęli ją penetrować poszukiwacze złota, srebra i innych metali. Pierwsza wzmianka pisemna o dolinie pochodzi z 15 grudnia 1299 r. – dotyczy ona istnienia w niej tzw. wówczas Smoczej Jaskini Lodowej (dziś Demianowska Jaskinia Lodowa). Kolejne etapy historii Doliny Demianowskiej dotyczą XVIII i XIX w., kiedy to pojawiło się więcej pasterzy ze swoimi trzodami oraz drwali eksploatujących tutejsze lasy. Najnowsze dzieje doliny związane są głównie z turystyką i rekreacją. „Kamieniami milowymi” były tu odkrycie Demianowskiej Jaskini Wolności i jej częściowe udostępnienie do zwiedzania w 1924 r. oraz budowa pierwszej krzesełkowej kolei linowej z Jasnej na Chopok w 1949 r. Związany z obsługą ruchu turystycznego wzrost liczby ludności zamieszkującej dolinę został uwieńczony powstaniem 1 czerwca 1964 r. samodzielnej jednostki osadniczej (wsi) Demänovská Dolina.

## Turystyka
Cała dolina jest atrakcyjna zarówno zimą, jak i latem. Główne atrakcje turystyczne Doliny Demianowskiej to:
- Demianowska Jaskinia Wolności (Demänovská jaskyňa Slobody)
- Demianowska Jaskinia Lodowa (Demäňovská jaskyňa ľadová)
- szczyty: Chopok, Deresze, Dziumbier
- jezioro Vrbické pleso

W górnej części doliny działa duży ośrodek narciarski Jasná z siecią kolei linowych, wyciągów narciarskich i tras zjazdowych sięgającą aż na główny grzbiet Niżnych Tatr.